# Sylvia Earle
Sylvia Earle (de soltera, Reade, Gibbstown, Nueva Jersey, 30 de agosto de 1935) es una bióloga marina, exploradora y autora estadounidense. Es la autora de numerosos documentales para National Geographic desde 1998. Sylvia fue la primera científica jefe de la Administración Nacional Oceánica y Atmosférica y fue nombrada por la revista Time como el primer Héroe del planeta en 1998.
Ha dedicado su vida a estudiar la situación de los océanos. También ha colaborado en el estudio de los daños causados por varios vertidos de petróleo producidos durante la primera Guerra del Golfo o los provocados por petroleros como el Exxon Valdez o la plataforma petrolífera Deepwater Horizon. En 2018 recibió el Premio Princesa de Asturias de la Concordia

## Biografía
Earle nació en 1935 en el área de Gibbstown de la localidad Greenwich Township, Gloucester County, New Jersey, siendo hija de Alice Freas (Richie) Earle y Lewis Reade. A sus padres les encantaban las actividades en el exterior y desde siempre apoyaron el temprano interés de su hija por la naturaleza. La familia se trasladó a Dunedin en la costa oeste de Florida cuando Earle era todavía una niña.
Earle se licenció en St. Petersburg Jr. College (1952), con un Bachelor of Science de la Florida State University (1955), haciendo posteriormente un Master of Science (1956) y doctorándose en psicología (1966) por la Duke University

## Carrera
Después de recibir su doctorado en 1965, Sylvia Earle pasó un año como investigadora en Harvard, y luego regresó a Florida como directora residente del laboratorio Cape Haze Marine. En 1969 solicitó unirse al Proyecto Tektite, una instalación a quince metros debajo de la superficie del mar frente a la costa de las Islas Vírgenes que permitió a los científicos vivir sumergidos en su área de estudio durante varias semanas. A pesar de que había registrado más de 1000 horas de investigación bajo el agua, Earle fue excluida del programa. Al año siguiente, fue seleccionada para dirigir el primer equipo femenino de acuanautas en Tektite II.
En 1979, realizó una inmersión con traje JIM en mar abierto, sin ataduras, en el fondo marino cerca de Oahu. Estableció el récord femenino de profundidad de 381 metros, que aún se mantiene. También en 1979 comenzó a trabajar como conservadora de fisiología de la California Academy of Sciences, puesto en el Que estuvo hasta 1986.
De 1980 a 1984, prestó servicios en el National Advisory Committee on Oceans and Atmosphere (Comité consultivo nacional sobre océanos y atmósfera).

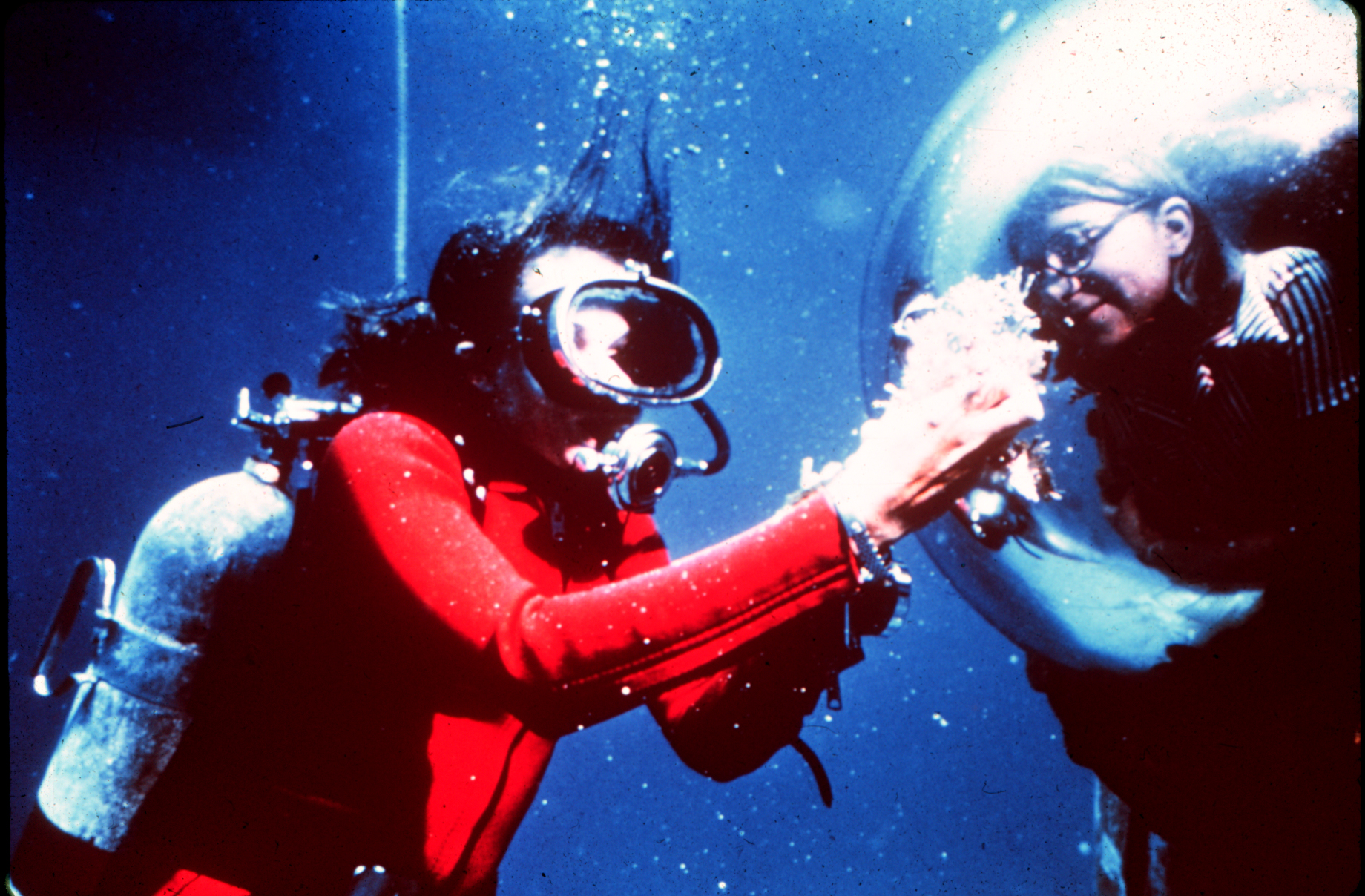
Earle displays samples to an aquanaut inside the Tektite habitat, 1970

En 1982 ella y el que se convertiría en su marido, Graham Hawkes, ingeniero y diseñador, constituyeron Deep Ocean Engineering para diseñar, operar y ofrecer apoyo y consultoría sobre sistemas submarinos pilotados y robóticos. En 1985, el equipo de Deep Ocean Engineering diseñó y construyó el submarino de investigación Deep Rover, que llega a una profundidad de 1.000 metros. Para 1986, el Deep Rover había sido probado y Earle se unió al equipo de formación de la isla Lee Stocking Island en las Bahamas.
Earle dejó la empresa en 1990 al ser nombrada Chief Scientist (Jefa científica) en la National Oceanic and Atmospheric Administration, donde estuvo hasta 1992. Fue la primera mujer en ejercer dicho cargo. Durante ese periodo, y dada su experiencia en el impacto que producían los derrames de petróleo, Earle lideró varias expediciones de investigación durante la Guerra del Golfo Pérsico de 1991 con vistas a determinar el daño medioambiental causado por la destrucción por parte de Irak de los pozos petrolíferos de Kuwait.
En 1992, Earle estableció la compañía Deep Ocean Exploration and Research para avanzar en temas de ingeniería marina. La compañía, ahora dirigida por la hija de Earle, Elizabeth, diseña, construye y opera equipos para entornos de aguas profundas.
Desde 1998, Earle es exploradora residente de National Geographic. A veces la llaman "Her Deepness" o "The Sturgeon General".
Entre 1998 y 2002, lideró las Sustainable Seas Expeditions (Expediciones de mar sostenibles), un programa de 5 años patrocinado por la National Geographic Society y fundado por Richard y Rhoda Goldman Fund para estudiar el santuario marino nacional de los EE. UU. Durante ese periodo, Earle lideró las Sustainable Seas Expeditions, presidió y asesoró al consejo del Harte Research Institute for the Gulf of Mexico Studies en Texas A&M-Corpus Christi, y presidió el Advisory Council for the Ocean de Google Earth. También proporcionó el sumergible DeepWorker 2000 para cuantificar las especies de peces y el espacio utilizado por el Stellwagen Bank National Marine Sanctuary.
En 2001, Earle recibió el premio Robin W. Winks de la National Parks Conservation Association por fomentar la comprensión del público de los parques nacionales.
En 2009 constituyó la Mission Blue (también conocida como la Sylvia Earle Alliance, Deep Search Foundation, and Deep Search). Ese mismo año recibió el premio del millón de dólares TED, lo que le permitió seguir con su trabajo en defensa de los océanos.
En 2010 Earle fue llamada como consultora durante el desastre de Deepwater Horizon en el Golfo de México.  Ese mismo año, en la Conferencia Internacional Modelo de Las Naciones Unidas de La Haya, Earle pronunció un discurso de 14 minutos frente a 3500 delegados y embajadores de las Naciones Unidas. 
En julio de 2012, Earle dirigió una expedición al laboratorio submarino Aquarius de NOAA, ubicado cerca de Cayo Largo, Florida. La expedición, llamada "Celebrando 50 años de vida bajo el mar", conmemoró el quincuagésimo aniversario del proyecto Conshelf I de Jacques Cousteau e investigó los arrecifes de coral y la salud de los océanos. Mark Patterson codirigió la expedición con Earle. Su equipo de acuanautas también incluía al cineasta submarino D.J. Rodillo y al oceanógrafo M. Dale Stokes.
Earle es una de las promotoras del movimiento  30X30, que trata de que se establezca como área protegida el 30% de las aguas marinas para 2030, lo que supondría un aumento muy significativo frente al 6% protegido en 2021.